# Eric Namesnik
Eric John Namesnik (Pittsburgh, 7 agosto 1970 – Ypsilanti, 11 gennaio 2006) è stato un nuotatore statunitense.
Specializzato nei misti ha vinto la medaglia d'argento nei 400 m misti alle Olimpiadi di Barcellona 1992 e di Atlanta 1996.
È scomparso nel 2006 all'età di 35 anni a seguito di un incidente stradale.

## Palmarès
- Giochi olimpici

Barcellona 1992: argento nei 400 m misti.
Atlanta 1996: argento nei 400 m misti.
- Mondiali

Perth 1991: argento nei 200 m misti e nei 400 m misti.
Roma 1994: bronzo nei 400 m misti.
- Giochi PanPacifici

Tokyo 1989: argento nei 400 m misti.
Edmonton 1991: oro nei 400 m misti e argento nei 200 m misti.
Atlanta 1995: argento nei 400 m misti.
- Giochi panamericani

Mar del Plata 1995: argento nei 200 m rana e nei 400 m misti e bronzo nei 200 m misti.